# Jenny Amador
Jenny Amador (17 de febrero de 1975) es una deportista puertorriqueña que compitió en taekwondo. Ganó una bronce en el Campeonato Panamericano de Taekwondo de 1992 en la categoría de +70 kg.

## Palmarés internacional
| Campeonato Panamericano | Campeonato Panamericano           | Campeonato Panamericano | Campeonato Panamericano |
| Año                     | Lugar                             | Medalla                 | Categoría               |
| ----------------------- | --------------------------------- | ----------------------- | ----------------------- |
| 1992                    | Colorado Springs (Estados Unidos) | Medalla de bronce       | +70 kg                  |